# Clemente Auger
Clemente Auger Liñán (Madrid, 26 de diciembre de 1933) es un magistrado y jurista español. Presidió la Audiencia Territorial de Madrid, el Tribunal Superior de Justicia de Madrid y la Audiencia Nacional, entre 1998 y 2001. Terminó su carrera en la Sala de lo Civil del Tribunal Supremo.

## Biografía
Clemente Auger nació el 26 de diciembre de 1933 en Madrid. Cursó el bachillerato en el Colegio de los Areneros. Se licenció en Derecho en la antigua Facultad de San Bernardo, en la Universidad Complutense de Madrid.

## Carrera
Juez por oposición desde 1957, ese año comenzó su carrera por la geografía española. Desde 1968 hasta 1973 fue juez de San Lorenzo de El Escorial. En 1972, en su casa, un grupo de jueces y fiscales fundan la organización ilegal Justicia Democrática, un grupúsculo  en que se integrarían juristas como Jesús Chamorro, Luis Burón, Carlos de la Vega, Eduardo Jauralde, Fernando Jiménez Lablanca, Julián Serrano Puértolas, José María Mena, Carlos Jiménez Villarejo, Antonio Carretero, Cesáreo Rodríguez Aguilera y Manuel Peris. Le siguieron destinos en Palma de Mallorca, Guadalajara y tras su recurso, el juzgado número 3 de Madrid.
El 3 de abril de 1986 tomó posesión de la presidencia de la antigua Audiencia Territorial de Madrid.

## Tribunal Superior de Justicia de Madrid
En 1989, una vez puesta en marcha la reforma judicial, fue el primer presidente del Tribunal Superior de Justicia de Madrid (TSJM), cargo en el que cesó en 1992. En 1990 pidió responsabilidades al juez Federico Ruipérez por una información del diario ABC.

## Audiencia Nacional
El 14 de octubre de 1992 el CGPJ nombra a Clemente Auger presidente de la Audiencia Nacional por 17 votos frente a 3 de su rival, Ramón Trillo. Ocupó el cargo que hasta 2001.
En diciembre de 1996, Auger afirma en una entrevista que suprimir la Audiencia Nacional sería "una buena noticia para el cartel de Cali, la dirección de ETA, los caballeros de industria y los mercaderes del derecho".

## Tribunal Supremo
Nombrado magistrado del Tribunal Supremo en 2001, se le asignó la Sala de lo Civil. Cuando Auger reclamó, el voto del presidente del Tribunal Supremo y del Consejo General del Poder Judicial (CGPJ), Francisco José Hernando, decidió su destino forzoso a la Sala Civil del Supremo, a pesar de haber solicitado, como penalista, la adscripción a la Sala Penal. Hernando no había participado en las primeras votaciones, pero sí en la cuarta, en la que se unió a los 10 vocales conservadores. El recurso de Auger fue desestimado con el mínimo de 11 votos. El voto de Hernando fue polémico, pues había presidido la Sala de Gobierno del Tribunal Supremo que tomó el acuerdo impugnado por Auger. El 26 de diciembre de 2004 pasó a la jubilación, a la edad de 71 años.
En enero de 2005, Román García Varela, a la sazón presidente en funciones de la Sala de lo Civil del Tribunal Supremo, denunció una campaña de acoso contra Clemente Auger a raíz de la sentencia que condenó a los periodistas José Luis Gutiérrez y Rosa María López por intromisión ilegítima en el honor del rey de Marruecos, Hassan II.

## Homenaje
En mayo de 2005, autoridades, compañeros de judicatura y agentes culturales le rindieron un homenaje con motivo de su jubilación, tras 45 años dedicado al restablecimiento de las libertades en la Justicia española.